# 别桥镇
别桥镇，是中华人民共和国江苏省常州市溧阳市下辖的一个乡级行政单位，位于溧阳市北部。2020年7月，将别桥镇的古渎村委会划归昆仑街道管理。

## 行政区划
别桥镇下辖以下地区：
别桥社区、绸缪镇社区、后周社区、镇东村、马家村、别桥村、前程村、合星村、湖边村、古渎村、道成村、两湾村、绸缪村、北山村、黄金山村、玉华山村、小石桥村、塘马村、后周村、西庄村和西马村。
| 原乡镇                   | 1992年 后的乡镇          | 2000年 后的乡镇          | 2007年 后的乡镇 | 2020年 后的乡镇 | 原村级区划 | 2001年后 村级区划       | 2009年后 村级区划       | 下辖自然村                                                                       |
| ------------------------ | ------------------------ | ------------------------ | --------------- | --------------- | ---------- | ----------------------- | ----------------------- | -------------------------------------------------------------------------------- |
| 别桥镇                   | 别桥镇                   | 别桥镇                   | 别桥镇          | 别桥镇          | 别桥村     | 别桥村                  | 别桥村                  | 别桥                                                                             |
| 别桥镇                   | 别桥镇                   | 别桥镇                   | 别桥镇          | 别桥镇          | 陈巷村     | 别桥村                  | 别桥村                  | 陈巷、小舍头、诸阳                                                               |
| 别桥镇                   | 别桥镇                   | 别桥镇                   | 别桥镇          | 别桥镇          | 前王村     | 前王村                  | 别桥村                  | 前王、丁家棚                                                                     |
| 别桥镇                   | 别桥镇                   | 别桥镇                   | 别桥镇          | 别桥镇          | 樊庄村     | 前王村                  | 别桥村                  | 樊庄、金庄                                                                       |
| 别桥镇                   | 别桥镇                   | 别桥镇                   | 别桥镇          | 别桥镇          | 培阳村     | 镇东村                  | 镇东村 （中里村并入）   | 培阳、东关、小桥头                                                               |
| 别桥镇                   | 别桥镇                   | 别桥镇                   | 别桥镇          | 别桥镇          | 渚泗村     | 镇东村                  | 镇东村 （中里村并入）   | 诸泗、陈家棚                                                                     |
| 别桥镇                   | 别桥镇                   | 别桥镇                   | 别桥镇          | 别桥镇          | 土山村     | 土山村                  | 镇东村 （中里村并入）   | 土山、庄上、泗渎港                                                               |
| 别桥镇                   | 别桥镇                   | 别桥镇                   | 别桥镇          | 别桥镇          | 水产村     | 土山村                  | 镇东村 （中里村并入）   |                                                                                  |
| 别桥镇                   | 别桥镇                   | 别桥镇                   | 别桥镇          | 别桥镇          | 合星村     | 合星村                  | 合星村                  | 西神圩、东神圩、杨家棚、史家棚                                                   |
| 别桥镇                   | 别桥镇                   | 别桥镇                   | 别桥镇          | 别桥镇          | 农场村     | 合星村                  | 合星村                  | 五里亭、前马场、后马场、上塘棚                                                   |
| 别桥镇                   | 别桥镇                   | 别桥镇                   | 别桥镇          | 别桥镇          | 战胜村     | 战胜村                  | 合星村                  | 战胜                                                                             |
| 别桥镇                   | 别桥镇                   | 别桥镇                   | 别桥镇          | 别桥镇          | 团结村     | 团结村                  | 合星村                  | 上市、李巷、街头村、下场、东庄、西浦、泗巷、万家、滩头、祁笪里、何家、承家       |
| 别桥镇                   | 别桥镇                   | 别桥镇                   | 别桥镇          | 别桥镇          | 马家村     | 马家村                  | 马家村                  | 马家、姜家、东庄、后村、义亩头、北杨庄                                           |
| 别桥镇                   | 别桥镇                   | 别桥镇                   | 别桥镇          | 别桥镇          | 诸里村     | 诸里村                  | 马家村                  | 诸里、新桥                                                                       |
| 别桥镇                   | 别桥镇                   | 别桥镇                   | 别桥镇          | 别桥镇          | 园上村     | 诸里村                  | 马家村                  | 东桥、前园、后园、庙头                                                           |
| 别桥镇                   | 别桥镇                   | 别桥镇                   | 别桥镇          | 别桥镇          | 前程村     | 前程村                  | 前程村                  | 前程、三官殿、吕庄                                                               |
| 别桥镇                   | 别桥镇                   | 别桥镇                   | 别桥镇          | 别桥镇          | 下尖圩村   | 伏申村                  | 前程村                  | 下尖圩、南棚、北棚                                                               |
| 别桥镇                   | 别桥镇                   | 别桥镇                   | 别桥镇          | 别桥镇          | 谢家坝村   | 伏申村                  | 前程村                  | 谢家坝、北谢、东埂                                                               |
| 湖边乡                   | 别桥镇                   | 别桥镇                   | 别桥镇          | 别桥镇          | 闸口村     | 湖边村                  | 湖边村                  | 中观里、王家头                                                                   |
| 湖边乡                   | 别桥镇                   | 别桥镇                   | 别桥镇          | 别桥镇          | 长桥村     | 湖边村                  | 湖边村                  | 长桥、湾头、庙头、史家、长桥庵                                                   |
| 湖边乡                   | 别桥镇                   | 别桥镇                   | 别桥镇          | 别桥镇          | 浪圩村     | 浪圩村                  | 湖边村                  | 浪圩                                                                             |
| 湖边乡                   | 别桥镇                   | 别桥镇                   | 别桥镇          | 别桥镇          | 双桥村     | 浪圩村                  | 湖边村                  | 双桥、徐家、西埂、赵家                                                           |
| 湖边乡                   | 别桥镇                   | 别桥镇                   | 别桥镇          | 别桥镇          | 湖塘村     | 湖塘村                  | 湖边村                  | 湖塘、北小圩、斗门湾、陆家湾                                                     |
| 湖边乡                   | 别桥镇                   | 别桥镇                   | 别桥镇          | 别桥镇          | 中里村     | 中里村                  | （并入镇东村）          | 中里、北堰、李家坝、樊家                                                         |
| 湖边乡                   | 别桥镇                   | 别桥镇                   | 别桥镇          | 别桥镇          | 符家村     | 符家村                  | （并入道成村）          | 虞家坝、陈家、马家、符家、金价桥、姚家桥、昌口里                                 |
| 后周乡→ （1993年）后周镇 | 后周乡→ （1993年）后周镇 | 后周乡→ （1993年）后周镇 | 别桥镇          | 别桥镇          | 后周村     | 后周村                  | 后周村                  | 葛家、周家背、姜家                                                               |
| 后周乡→ （1993年）后周镇 | 后周乡→ （1993年）后周镇 | 后周乡→ （1993年）后周镇 | 别桥镇          | 别桥镇          | 诸社村     | 后周村                  | 后周村                  | 诸社、戴家、姜庄、前殷、刘家                                                     |
| 后周乡→ （1993年）后周镇 | 后周乡→ （1993年）后周镇 | 后周乡→ （1993年）后周镇 | 别桥镇          | 别桥镇          | 东胜村     | 后周村                  | 后周村                  | 周烈庵、东胜、毛家、三家棚、王家                                                 |
| 后周乡→ （1993年）后周镇 | 后周乡→ （1993年）后周镇 | 后周乡→ （1993年）后周镇 | 别桥镇          | 别桥镇          | 靠村       | 后周村                  | 后周村                  | 靠村、王家庄、茅棚、鱼东、后迈、西管里、朱云山、塘马山                           |
| 后周乡→ （1993年）后周镇 | 后周乡→ （1993年）后周镇 | 后周乡→ （1993年）后周镇 | 别桥镇          | 别桥镇          | 西马村     | 西马村                  | 西马村                  | 西马、窦巷里                                                                     |
| 后周乡→ （1993年）后周镇 | 后周乡→ （1993年）后周镇 | 后周乡→ （1993年）后周镇 | 别桥镇          | 别桥镇          | 新民村     | 西马村                  | 西马村                  | 东埂、岗头、罗笪里、大河头、朱家、汤家、尖只里、西埂、王家                       |
| 后周乡→ （1993年）后周镇 | 后周乡→ （1993年）后周镇 | 后周乡→ （1993年）后周镇 | 别桥镇          | 别桥镇          | 水产村     | 西马村                  | 西马村                  | 水产                                                                             |
| 后周乡→ （1993年）后周镇 | 后周乡→ （1993年）后周镇 | 后周乡→ （1993年）后周镇 | 别桥镇          | 别桥镇          | 下梅村     | 下梅村                  | 西马村                  | 东下梅、西下梅、前始背、窑头上、牛郎庙                                           |
| 后周乡→ （1993年）后周镇 | 后周乡→ （1993年）后周镇 | 后周乡→ （1993年）后周镇 | 别桥镇          | 别桥镇          | 西庄村     | 西庄村                  | 西庄村                  | 西庄、新建、高家、杨笪里、王家、拖板桥、曼岗村                                   |
| 后周乡→ （1993年）后周镇 | 后周乡→ （1993年）后周镇 | 后周乡→ （1993年）后周镇 | 别桥镇          | 别桥镇          | 魏笪村     | 西庄村                  | 西庄村                  | 魏笪、龙稍头、小桥头、小戴巷、高家、油榨桥                                       |
| 后周乡→ （1993年）后周镇 | 后周乡→ （1993年）后周镇 | 后周乡→ （1993年）后周镇 | 别桥镇          | 别桥镇          | 塘马村     | 塘马村                  | 塘马村                  | 塘马、邵笪里、新典、张家、倪家、下林桥                                           |
| 后周乡→ （1993年）后周镇 | 后周乡→ （1993年）后周镇 | 后周乡→ （1993年）后周镇 | 别桥镇          | 别桥镇          | 观阳村     | 塘马村                  | 塘马村                  | 观阳、巷上、前巷、后巷、黄洼、大塘头、观西                                       |
| 后周乡→ （1993年）后周镇 | 后周乡→ （1993年）后周镇 | 后周乡→ （1993年）后周镇 | 别桥镇          | 别桥镇          | 玉华山村   | 玉华山村                | 玉华山村                | 玉华山、小坝、戴巷里、老棚、谈石桥、河头、后迈桥、前殷                           |
| 后周乡→ （1993年）后周镇 | 后周乡→ （1993年）后周镇 | 后周乡→ （1993年）后周镇 | 别桥镇          | 别桥镇          | 西沈村     | 玉华山村                | 玉华山村                | 西沈、王家头、木库、颜笪里                                                       |
| 后周乡→ （1993年）后周镇 | 后周乡→ （1993年）后周镇 | 后周乡→ （1993年）后周镇 | 别桥镇          | 别桥镇          | 黄金山村   | 黄金山村                | 黄金山村                | 黄金山、颜家、西窑头、小涧西、后陈、前疁、大涧西、五棚、桃园、金星、小后疁、建国 |
| 后周乡→ （1993年）后周镇 | 后周乡→ （1993年）后周镇 | 后周乡→ （1993年）后周镇 | 别桥镇          | 别桥镇          | 小石桥村   | 小石桥村                | 小石桥村                | 小石桥、康口、北舍、唐家山、唐家、沟北墩、大石桥                                 |
| 后周乡→ （1993年）后周镇 | 后周乡→ （1993年）后周镇 | 后周乡→ （1993年）后周镇 | 别桥镇          | 别桥镇          | 梓村       | 小石桥村                | 小石桥村                | 梓村、战胜、西舍                                                                 |
| 绸缪乡                   | 绸缪乡                   | 绸缪镇                   | 别桥镇          | 别桥镇          | 绸缪村     | 绸缪村                  | 绸缪村                  | 东舍、森巷                                                                       |
| 绸缪乡                   | 绸缪乡                   | 绸缪镇                   | 别桥镇          | 别桥镇          | 文巷村     | 绸缪村                  | 绸缪村                  | 滩头、文巷、王家棚、闸头上                                                       |
| 绸缪乡                   | 绸缪乡                   | 绸缪镇                   | 别桥镇          | 别桥镇          | 玉溪村     | 绸缪村                  | 绸缪村                  | 玉堂                                                                             |
| 绸缪乡                   | 绸缪乡                   | 绸缪镇                   | 别桥镇          | 别桥镇          | 坝头村     | 绸缪村                  | 绸缪村                  | 俞家、西土桥、坝头、五家庄、尖只                                                 |
| 绸缪乡                   | 绸缪乡                   | 绸缪镇                   | 别桥镇          | 别桥镇          | 阴山村     | 阴山村                  | 北山村                  | 阴山、西渚巷、赵家、西高头、白土棚、东社                                         |
| 绸缪乡                   | 绸缪乡                   | 绸缪镇                   | 别桥镇          | 别桥镇          | 东马村     | 东马村                  | 北山村                  | 幽栖观、东马、方里、滕家庄、曹夹、白土、吴家、施家                               |
| 绸缪乡                   | 绸缪乡                   | 绸缪镇                   | 别桥镇          | 别桥镇          | 诸皋村     | 皋溪村                  | 北山村                  | 诸皋、西村                                                                       |
| 绸缪乡                   | 绸缪乡                   | 绸缪镇                   | 别桥镇          | 别桥镇          | 槎溪村     | 皋溪村                  | 北山村                  | 槎溪、东高头、上塘                                                               |
| 绸缪乡                   | 绸缪乡                   | 绸缪镇                   | 别桥镇          | 别桥镇          | 杨家湾村   | 杨家湾村 （牌楼村并入） | （并入两湾村）          | 杨家湾、新河埂、湾只、东陈家、贺家、北陈埂、北庄                                 |
| 古渎乡                   | 古渎乡                   | 绸缪镇                   | 别桥镇          | 别桥镇          | 道成村     | 道成村                  | 道成村 （符家村并入）   | 钱家、董家                                                                       |
| 古渎乡                   | 古渎乡                   | 绸缪镇                   | 别桥镇          | 别桥镇          | 对河村     | 道成村                  | 道成村 （符家村并入）   | 对河、坝头                                                                       |
| 古渎乡                   | 古渎乡                   | 绸缪镇                   | 别桥镇          | 别桥镇          | 横河村     | 道成村                  | 道成村 （符家村并入）   | 潘郎、徐家、黄家                                                                 |
| 古渎乡                   | 古渎乡                   | 绸缪镇                   | 别桥镇          | 别桥镇          | 周家湾村   | 周家湾村                | 两湾村 （杨家湾村并入） | 周家湾、潘家、大沈家、尖只上                                                     |
| 古渎乡                   | 古渎乡                   | 绸缪镇                   | 别桥镇          | 别桥镇          | 郝家村     | 周家湾村                | 两湾村 （杨家湾村并入） | 郝家、小沈家、胡家墩                                                             |
| 古渎乡                   | 古渎乡                   | 绸缪镇                   | 别桥镇          | 别桥镇          | 赵圩村     | 周家湾村                | 两湾村 （杨家湾村并入） | 赵圩里                                                                           |
| 古渎乡                   | 古渎乡                   | 绸缪镇                   | 别桥镇          | 别桥镇          | 牌楼村     | （并入杨家湾村）        | 两湾村 （杨家湾村并入） | 牌楼、殷家                                                                       |
| 古渎乡                   | 古渎乡                   | 绸缪镇                   | 别桥镇          | 属昆仑街道      | 古一村     | 古渎村                  | 古渎村                  | 古渎                                                                             |
| 古渎乡                   | 古渎乡                   | 绸缪镇                   | 别桥镇          | 属昆仑街道      | 古二村     | 古渎村                  | 古渎村                  | 古渎                                                                             |
| 古渎乡                   | 古渎乡                   | 绸缪镇                   | 别桥镇          | 属昆仑街道      | 董家舍村   | 古渎村                  | 古渎村                  | 董家舍、庄只里                                                                   |
| 古渎乡                   | 古渎乡                   | 绸缪镇                   | 别桥镇          | 属昆仑街道      | 东溪村     | 东溪村                  | 古渎村                  | 东溪、乌荡湾、河渎湾                                                             |